# ЛВГ D.II
ЛВГ D.II је једноседи немачки ловачки авион који је производила фирма Луфтферкерсгезелшафт. Први лет авиона је извршен 1916. године. 

Авион је показао велику брзину у хоризонталном лету. Међутим дошло је до удеса прототипа при полетању, и даљи рад је прекинут.
Највећа брзина авиона при хоризонталном лету је износила 200 km/h.
Распон крила авиона је био 8,80 метара, а дужина трупа 6,90 метара. Био је наоружан једним митраљезом ЛМГ 08/15 Шпандау (LMG 08/15 Spandau) калибра 7,92 mm.

## Наоружање
| Наоружање авиона: ЛВГ          |      |
| Ватрено (стрељачко) наоружање  |      |
| Топ                            |      |
| Митраљез                       |      |
| Број и ознака митраљеза        | 1    |
| Калибар                        | 7,92 |
| Бомбардерско наоружање (бомбе) |      |
| Ракетно наоружање (ракете)     |      |